# کریس کیرکلند
کریس کیرکلند (به انگلیسی: Chris Kirkland) بازیکن فوتبال زادهٔ ۲ مه ۱۹۸۱ اهل کشور انگلستان است که سابقهٔ بازی در تیم ملی فوتبال انگلستان را در کارنامهٔ خود دارد. وی در تاریخ ۱۶ اوت ۲۰۰۶ تنها بازی ملی خود را در مقابل تیم ملی فوتبال یونان انجام داد.